# Eduardo Reyes Pino
Eduardo Reyes Pino (Còrdova, 25 de març de 1951) és un ebenista i activista polític en favor de la independència de Catalunya, diputat al Parlament de Catalunya en la XI Legislatura.

## Biografia
Nascut a Còrdova, va arribar a Barcelona amb nou anys. Va viure primer en una barraca, i després ja al barri de Collblanc, al districte de Les Corts. Sense cap estudi, va tenir oficis diversos, fins que finalment s'establí com a fuster ebenista.
Entre el 2013 i el 2016 va presidir Súmate, una entitat independentista formada per castellanoparlants que reclama una Catalunya sobirana i social. Ocupà la sisena posició a la candidatura independentista Junts pel Sí per a les eleccions al Parlament de Catalunya de 2015. El 30 de març de 2016 Súmate va anunciar que Reyes havia dimitit com a president de l'entitat per poder dedicar-se plenament a les tasques parlamentàries.